# Mässingskärrlöpare
Mässingskärrlöpare (Agonum muelleri) är en skalbagge i familjen jordlöpare.
Det är en mellanstor (7,2-9,5 millimeter) jordlöpare, mörk med kopparskimmer. Arten är vanlig i större delen av landet, även i samhällen. Det är ingen torrmarksart utan föredrar viss fuktighet i marken som dock bör vara öppen.